# 하동 금정사 산신탱
하동 금정사 산신탱(河東 金頂寺 山神幀)는 대한민국 경상남도 하동군에 있는 조선시대의 산신도이다. 2010년 10월 7일 경상남도의 유형문화재 제506호로 지정되었다.

## 개요
17세기 후반에서 18세기 초반의 산신도로서, 남아있는 작품이 드물다. 고승 영정 구도와 흡사하며, 두 동자가 호랑이 뒤에 배치된 점이 돋보인다.

## 참고 자료
- 하동 금정사 산신탱 - 국가유산청 국가유산포털